# Acropora polystoma
Acropora polystoma es una especie de coral que pertenece a la familia Acroporidae, orden Scleractinia. 
Su esqueleto es macizo y está compuesto de carbonato cálcico. Tras la muerte del coral, su esqueleto contribuye a la generación de nuevos arrecifes en la naturaleza, debido a que la acción del CO2 convierte muy lentamente su esqueleto en bicarbonato cálcico, sustancia ésta asimilable directamente por las colonias coralinas.
Es una especie no común, pero ampliamente distribuida en el Indo-Pacífico tropical. Es una de las especies de Acropora especialmente sensible a la enfermedad del blanqueo de coral y otras amenazas, por lo que su estado de conservación está clasificado de vulnerable.

## Morfología
La colonia crece en forma de matas irregulares de platos corimbosos, con gruesas ramas ahusadas similares en forma y tamaño. Puede formar grupos de colonias y subcolonias de unos 3 m de extensión. En áreas expuestas a fuerte oleaje las ramas tienen forma de cono invertido. Los coralitos axiales son pequeños y exertos. Los coralitos radiales son de diferente tamaño, están dispuestos en hileras, pueden ser inmersos o exertos y tubulares, lo que le da a la colonia un aspecto espinoso.
Los pólipos de Acropora son muy pequeños y presentan unas células urticantes denominadas nematocistos, empleadas en la caza de presas microscópicas de plancton.
A. polystoma presenta los siguientes colores: azul, amarillo o crema.

## Hábitat
Habitan los arrecifes de coral, por lo que requieren de aguas oligotróficas (pobres en nutrientes), bien oxigenadas, con baja carga de sedimento, de alta transparencia, y con una temperatura no menor a los 20 °C en su media anual.
Suelen vivir en zonas bien iluminadas y poco profundas. Se encuentran en laderas superiores de arrecifes, en un rango de profundidad de 3 a 10 m.
Ocurren en arrecifes rocosos submareales, superficiales, con buena circulación de agua, así como en hábitats del arrecife expuestos a fuertes corrientes.

## Distribución geográfica
Se distribuyen en aguas tropicales del océano Indo-Pacífico, desde las costas orientales africanas, incluido el mar Rojo, hasta el Pacífico central. 
Es especie nativa de Arabia Saudí; Australia; Camboya; Chagos; Comoros; Islas Cook; Egipto; Eritrea; Filipinas; Fiyi; Indonesia; Israel; Japón; Jordania; Kiribati; Madagascar; Malasia; Islas Marshall; Mauritius; Mayotte; Micronesia; Mozambique; Nauru; Nueva Caledonia; Palaos; Papúa Nueva Guinea; Reunión; Samoa; Samoa Americana; Islas Salomón; Seychelles; Singapur; Sudán; Tailandia; Taiwán (China); Tuvalu; Vanuatu; Vietnam; Wallis y Futuna; Yemen y Yibuti.

## Alimentación
Los pólipos contienen algas simbióticas llamadas zooxantelas. Las algas realizan la fotosíntesis produciendo oxígeno y azúcares, que son aprovechados por los pólipos, y se alimentan de los catabolitos del coral (especialmente fósforo y nitrógeno). Esto les proporciona entre el 75 y el 95 % de sus necesidades alimenticias. El resto lo obtienen atrapando plancton microscópico y materia orgánica disuelta en el agua.

## Reproducción
Se reproducen asexualmente mediante gemación y por fragmentación, siendo este último el modo de reproducción cuando las ramas de las colonias se rompen debido a los temporales, y sus fragmentos originan nuevas colonias. 
Sexualmente son hermafroditas simultáneos, lo que quiere decir que las colonias generan gametos masculinos y femeninos, lanzando simultáneamente al exterior sus células sexuales, siendo por tanto la fecundación externa. El desove masivo de las colonias ocurre en verano, durante tres noches, dependiendo de la fase lunar. El tamaño de la colonia no influye en el número de huevos o esperma por pólipo, ni en la cantidad de testículos por pólipo.
Los huevos una vez en el exterior, permanecen a la deriva arrastrados por las corrientes varios días. En su interior contienen agentes bloqueantes de radiación ultravioleta para protegerles durante su fase planctónica.
Más tarde se forma una larva plánula que, tras deambular por la columna de agua marina, y, según estudios de biología marina, en un porcentaje de supervivencia que oscila entre el 18 y el 25 %, debido a factores físicos, como el viento, el oleaje o la salinidad, y biológicos, como la abundancia de predadores, cae al fondo, se adhiere a él y comienza su vida sésil. Entre el asentamiento y las larvas recién asentadas la mortalidad es muy alta. Una vez asentadas, las larvas se metamorfosean a pólipo, secretando carbonato cálcico para conformar un esqueleto, o coralito. 
Posteriormente, forman la colonia mediante la división de los pólipos por gemación.
leto, o coralito. Posteriormente, forman la colonia mediante la división de los pólipos por gemación.

## Galería

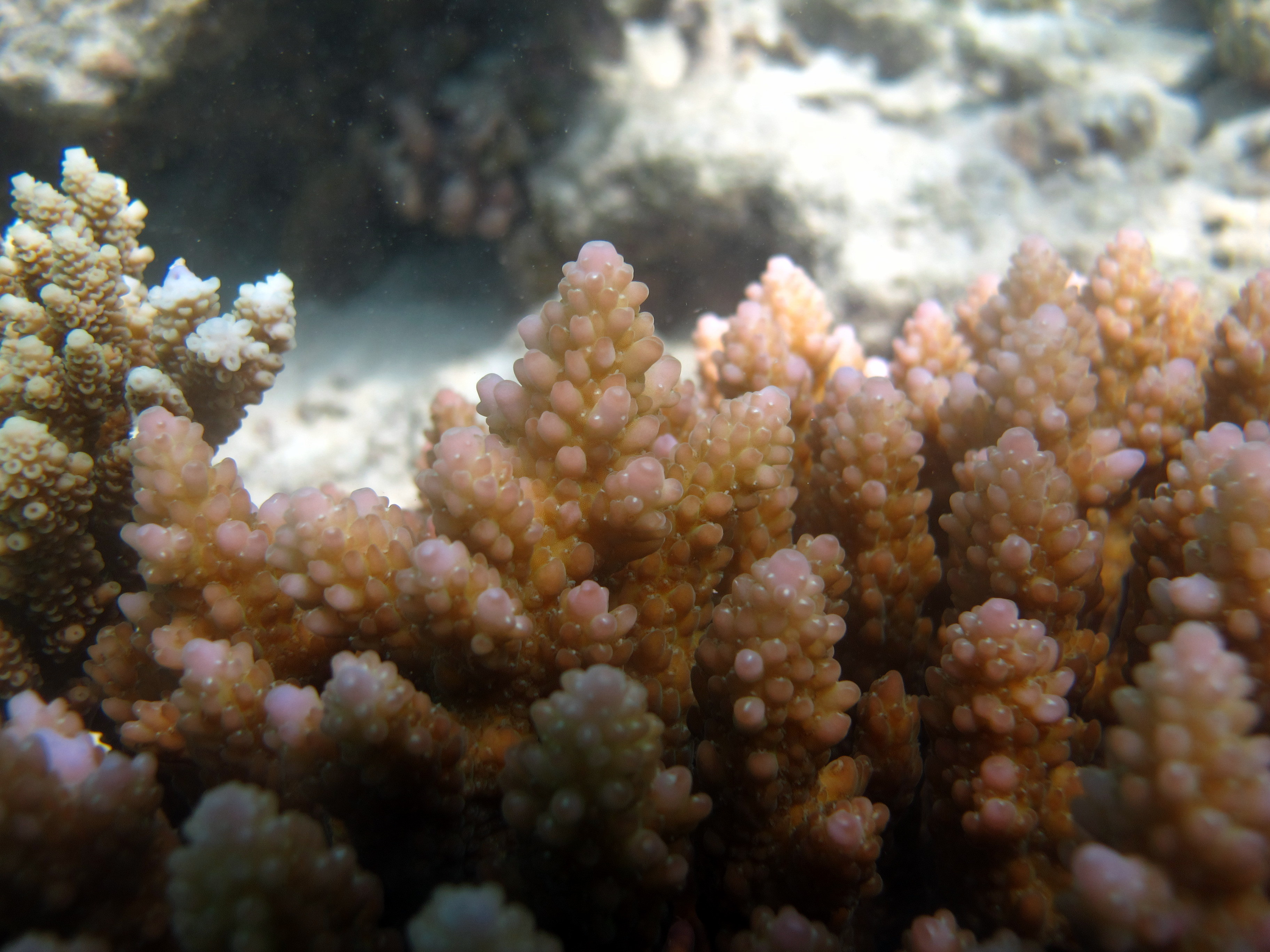
Deatalle de coralitos de A. polystoma en el atolón Baa de Maldivas
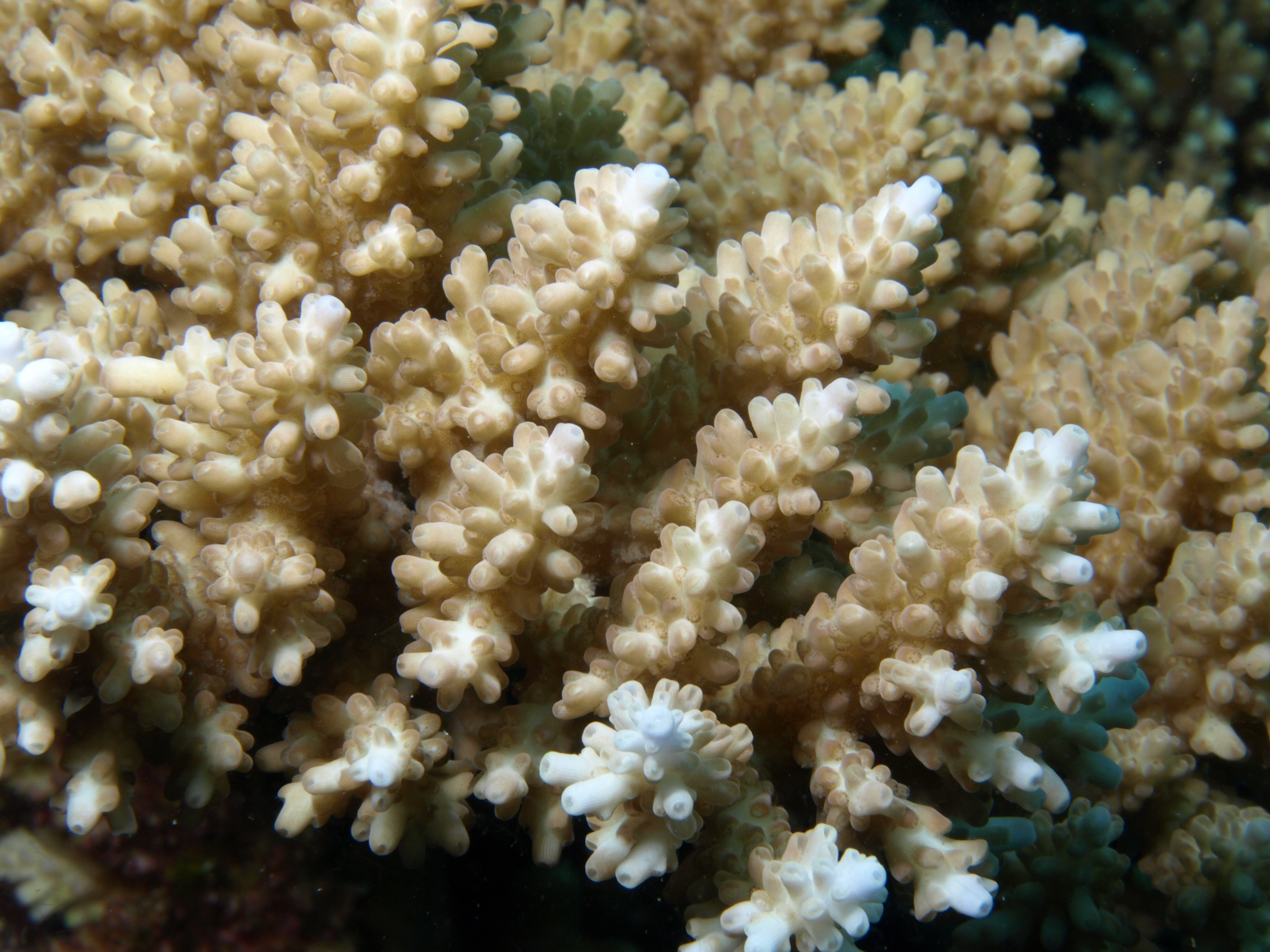
Vista de ramas y coralitos de A. polystoma en isla Mer, Australia
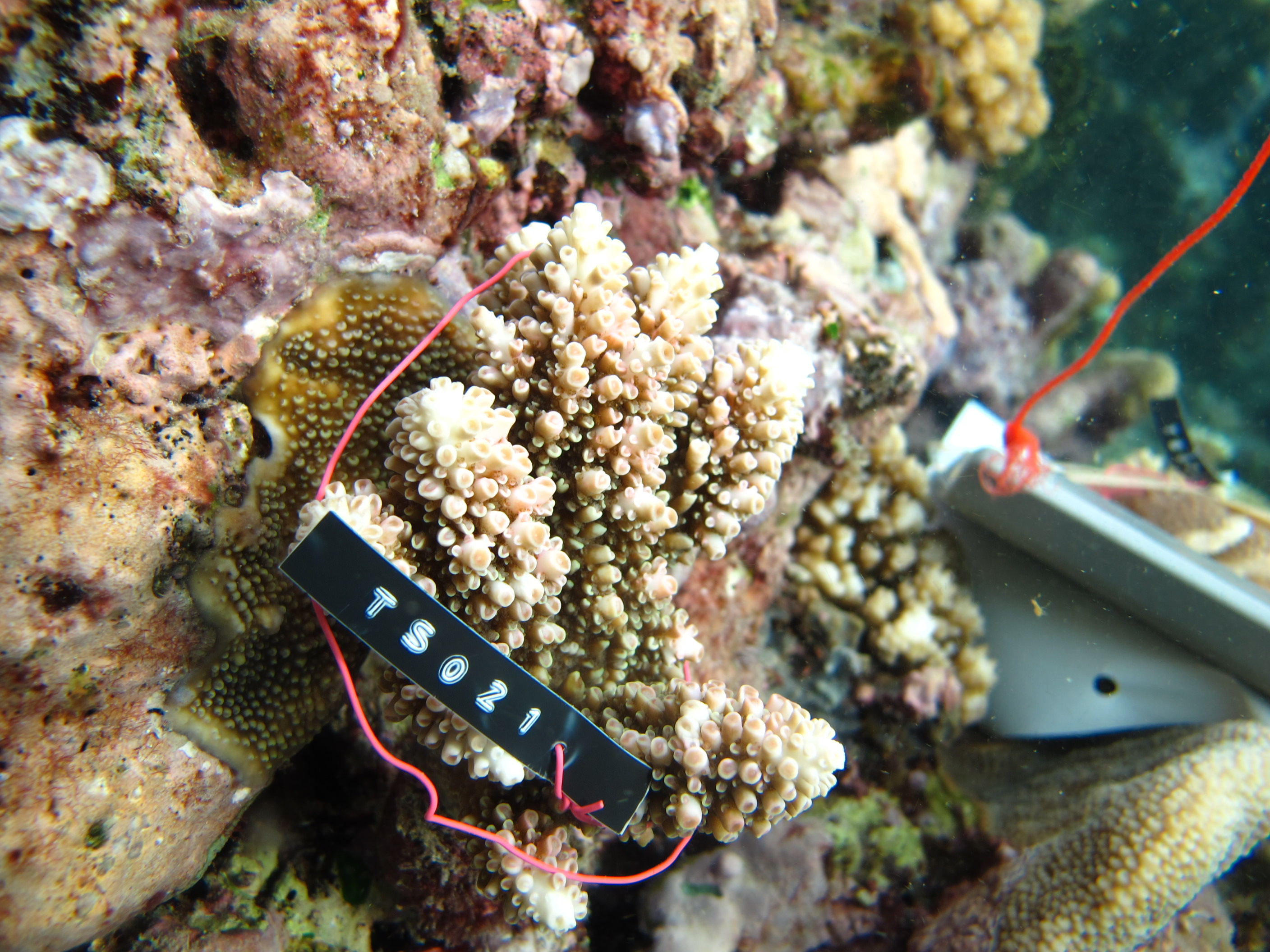
A. polystoma, vista de coralitos, isla Mer, Australia. Programa de monitoreo de la salud de los arrecifes coralinos del Estrecho de Torres. 2013. Instituto Australiano de Ciencia Marina.
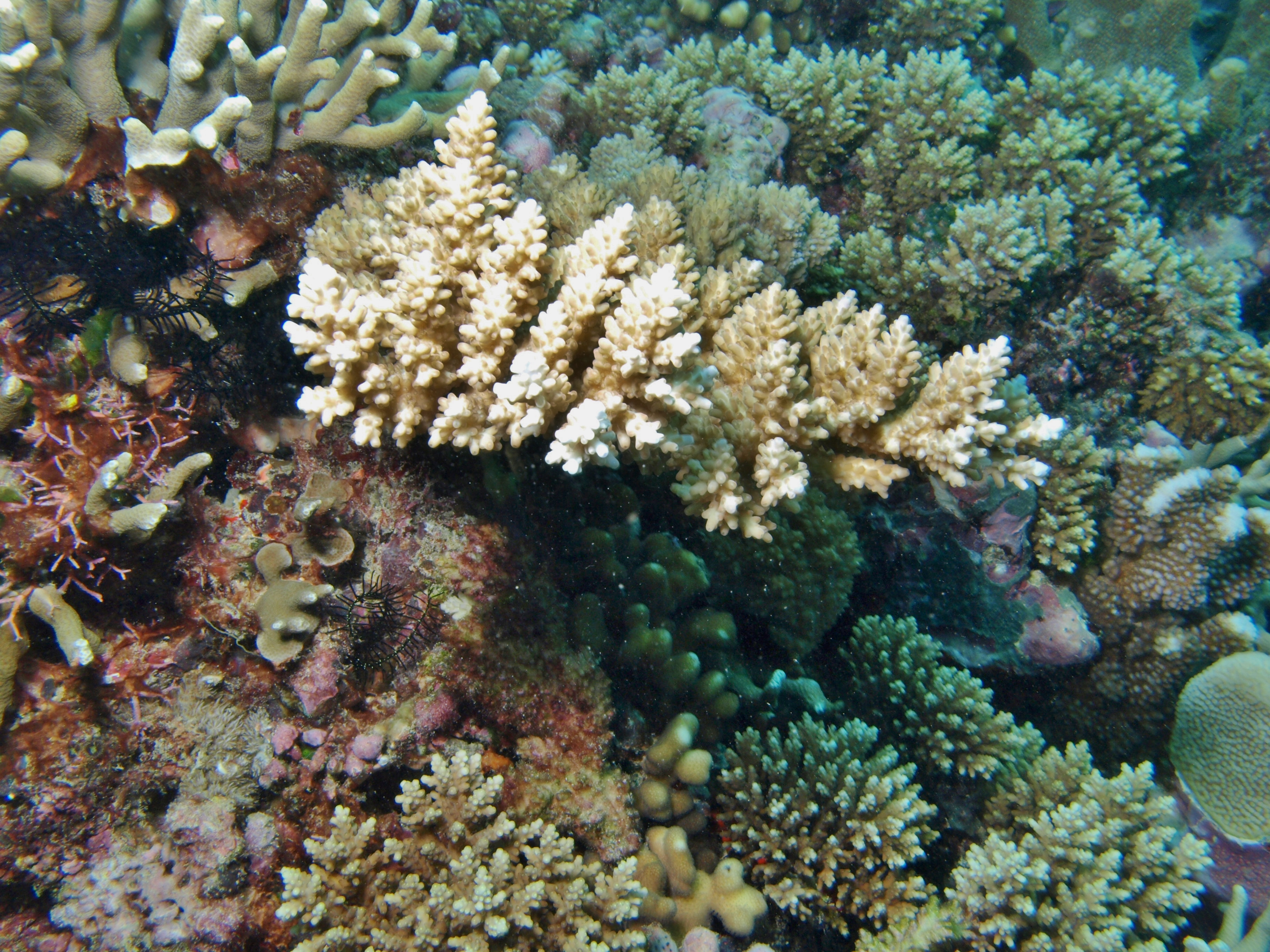
A. polystoma en isla Mer, Australia

## Mantenimiento
Como norma, las Acroporas son difíciles de mantener en cautividad.  
Una luz alta satisfará a la mayoría de las colonias aclimatadas al acuario. La corriente deberá ser fuerte y alterna.
Es una especie poco agresiva con otros corales. Su rápido crecimiento en comparación con otras especies le ayuda a conseguir espacio y garantizar el acceso a la luz.
Se debe añadir micro plancton u otros preparados para animales filtradores, adaptados a sus pequeños pólipos.
Con independencia del resto de niveles de los parámetros comunes del acuario marino: salinidad, calcio, magnesio, dureza, etc., hay que mantener los fosfatos a cero y los nitratos a menos de 20 ppm. Algunos autores, con independencia de añadir oligoelementos (yodo, hierro, manganeso, etc.), recomiendan aditar estroncio hasta mantener un nivel de 10 ppm.
Se recomienda cambios de agua semanales del 5 % del volumen del acuario.

## Amenazas
La Lista Roja de Especies Amenazadas evalúa esta especie como Vulnerable A4ce ver 3.1, exponiendo al respecto:
Las amenazas incluyen: enfermedades como el blanqueo de coral; la depredación, principalmente a cargo de la estrella de mar "corona de espinas" (Acanthaster planci), que tiene preferencia por las especies de coral Acropora; el cambio climático; los daños de tormentas; la sobre-pesca; el turismo sin control, y la actividad humana. Todos estos factores han creado un efecto sinérgico que disminuye en gran medida la supervivencia y el éxito reproductivo del coral. La recuperación natural de los corales es un proceso lento, y se dificulta con esta especie, porque hay muchos inhibidores que influyen en su supervivencia.

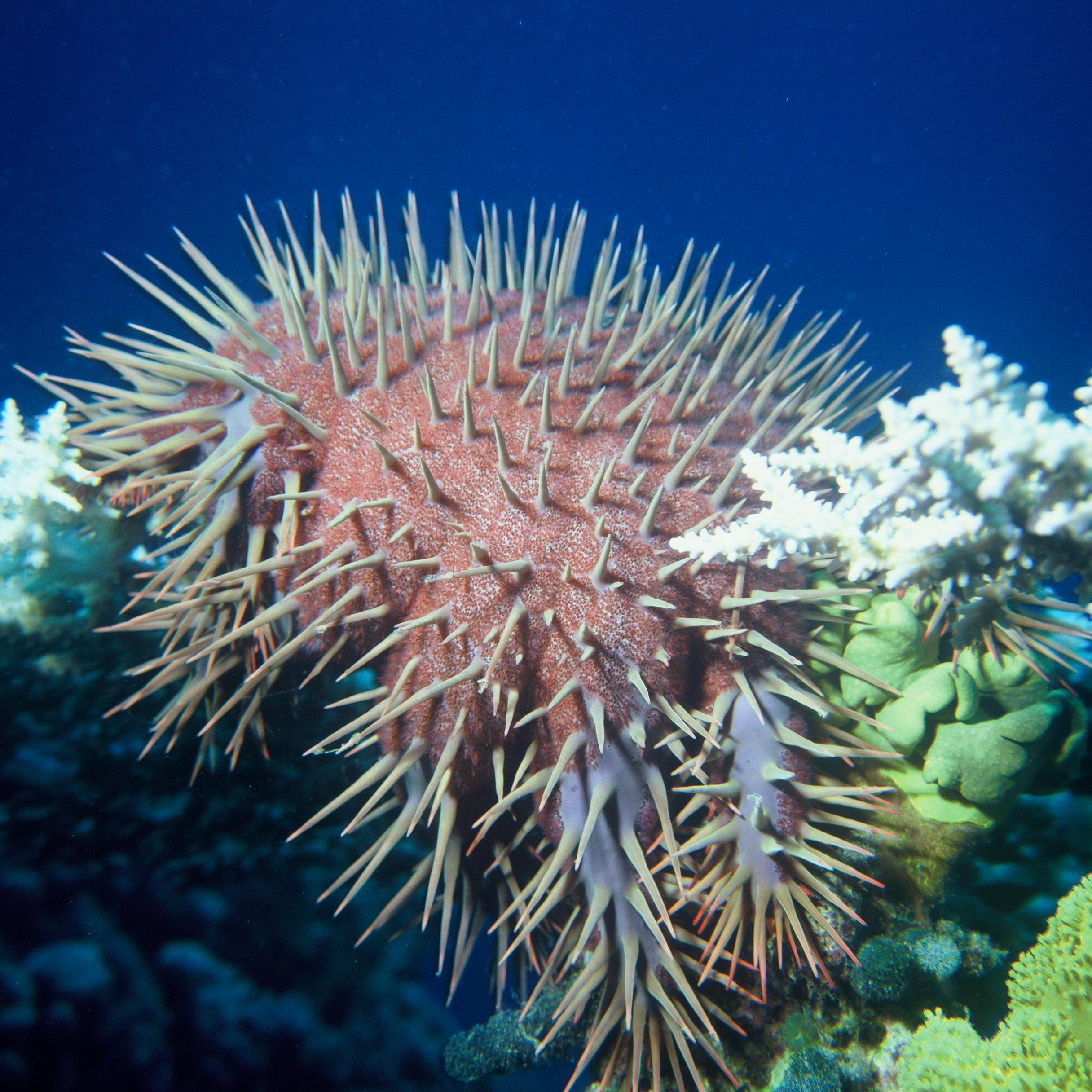
Acanthaster planci devorando Acroporas

En general, la mayor amenaza para la supervivencia de los corales es el cambio climático global, en particular el aumento de la temperatura del agua, que provoca el blanqueo de los corales, incrementa la susceptibilidad a las enfermedades, la severidad del fenómeno climático El Niño-Oscilación del Sur, y la acidificación del océano. Por otro lado, las enfermedades coralinas han emergido como una seria amenaza para los arrecifes de coral en todo el mundo y una causa mayor para el deterioro de los mismos, habiéndose incrementado notablemente en la última década. En este sentido, el creciente aumento de la temperatura del mar está incrementando dramáticamente la muerte de corales por blanqueo en todo los océanos, y las proyecciones actuales de los expertos auguran para todo el siglo XXI episodios anuales severos de blanqueo de corales en el 99% de los arrecifes de todo el mundo. De hecho, recientes estudios han constatado que en 2016 ha muerto aproximadamente el 35% de los corales en 84 áreas de las secciones norte y centro de la Gran Barrera de Coral australiana, debido al blanqueo de coral producido por el aumento de la temperatura del mar. También durante 2016, el principal arrecife de Japón, en el archipiélago de Okinawa, sufrió una decoloración por blanqueo del 70% de su extensión, y el arrecife más septentrional del mundo, situado frente a las costas de la isla japonesa de Tsushima, dónde sus aguas templadas suelen evitar episodios de blanqueo, ha sido afectado por primera vez en el 30% de su extensión, según afirma un estudio realizado en diciembre de 2016 por el Instituto Nacional de Estudios Medioambientales de Japón (NIES).
La severidad de estas amenazas combinadas para la población global de cada especie es desconocida.

## Conservación
A. polystoma, como todos los corales, está incluida en el Apéndice II de CITES, lo que significa que en los países firmantes de este tratado se requiere un permiso, tanto para su recolección, como para su comercio. Así mismo, partes del rango de distribución de esta especie están incluidas en áreas marinas protegidas. 
Las medidas recomendadas para la protección de esta especie incluyen la investigación en taxonomía, población, abundancia y tendencia, ecología y estado de sus hábitats, amenazas y resiliencia a las mismas, acciones de restauración; identificación, establecimiento y gestión de nuevas áreas protegidas; y gestión de enfermedades, patógenos y parásitos. La propagación artificial y las técnicas como la criopreservación de gametos pueden ser importantes para la conservación de la especie.
Dadas las amenazas expuestas y la previsión del aumento de la temperatura del mar en los próximos años la tendencia de la población global de A. polystoma es decreciente.